# Perfluoro(2-metylo-3-pentanon)
Perfluoro(2-metylo-3-pentanon) – organiczny związek chemiczny z grupy związków perfluorooorganicznych. Jest to bezbarwna, nieprzewodząca prądu elektrycznego ciecz. Został opracowany przez koncern 3M jako zamiennik halonu.
Jest stosowany jako środek gaśniczy przeznaczony do gaszenia pożarów klasy A i B w pomieszczeniach, w których użycie wody, piany lub proszku gaśniczego spowodowałoby dodatkowe szkody materialne. Jest bezpieczniejszy dla ludzi niż dwutlenek węgla z gaśnic śniegowych oraz nie wywołuje szoku termicznego gaszonych obiektów, dlatego bywa stosowany w instalacjach gaśniczych w miejscach przeznaczonych do czasowego przebywania ludzi takich jak muzea, szpitale, biblioteki czy banki. Novec 1230 jest nazwą handlową firmy 3M, w innych dystrybucjach środek jest znany jako FK-5-1-12.
Potencjał niszczenia warstwy ozonowej tej substancji wynosi 0, a potencjał tworzenia efektu cieplarnianego to 1,0.